# Campeonato Europeu de Atletismo em Pista Coberta de 1987
O 18º Campeonato Europeu de Atletismo em Pista Coberta foi realizado no Stade Couvert Régional, em Liévin, França, nos dias 21 e 22 de fevereiro de 1987.

## Medalhistas
Masculino
| Evento               | Ouro                   | Ouro          | Prata                    | Prata     | Bronze                                 | Bronze   |
| 60 m                 | POL Marian Woronin     | 6.51          | ITA Pierfrancesco Pavoni | 6.58      | TCH František Ptácník ITA Antonio Ullo | 6.61     |
| 200 m                | FRA Bruno Marie-Rose   | 20.36         | URS Vladimir Krylov      | 20.53     | GBR John Regis                         | 20.54    |
| 400 m                | GBR Todd Bennett       | 46.81         | BUL Momchil Kharizanov   | 46.89     | GBR Paul Harmsworth                    | 46.92    |
| 800 m                | NED Rob Druppers       | 1:48.12       | URS Vladimir Graudyn     | 1:49.14   | FIN Ari Suhonen                        | 1:49.56  |
| 1500 m               | NED Han Kulker         | 3:44.79       | GDR Jens-Peter Herold    | 3:45.36   | FRG Klaus-Peter Nabein                 | 3:45.84  |
| 3000 m               | ESP José Luis González | 7:52.27       | FRG Dieter Baumann       | 7:53.93   | FRA Pascal Thiébaut                    | 7:54.03  |
| 60 m barreiras       | FIN Arto Bryggare      | 7.59          | GBR Colin Jackson        | 7.63      | GBR Nigel Walker                       | 7.65     |
| 5000 m marcha        | TCH Jozef Pribilinec   | 19:08.44 (CR) | GDR Ronald Weigel        | 19:08.93  | TCH Roman Mrázek                       | 19:10.77 |
| salto em altura      | SWE Patrik Sjöberg     | 2,38 (CR)     | FRG Carlo Thränhardt     | 2,36      | URS Hennadiy Avdyeyenko                | 2,36     |
| salto com vara       | FRA Thierry Vigneron   | 5,85 (CR)     | FRA Ferenc Salbert       | 5,85 (CR) | POL Marian Kolasa                      | 5,80     |
| salto em comprimento | URS Robert Emmiyan     | 8,49 (CR)     | ITA Giovanni Evangelisti | 8,26      | FRG Christian Thomas                   | 8,12     |
| triplo salto         | FRA Serge Hélan        | 17,15         | BUL Khristo Markov       | 17,12     | URS Nikolay Musiyenko                  | 17,00    |
| lançamento do peso   | GDR Ulf Timmermann     | 22,19         | SUI Werner Günthör       | 21,53     | URS Sergey Smirnov                     | 20,97    |

Feminino
| Evento               | Ouro                     | Ouro         | Prata                  | Prata    | Bronze                                   | Bronze   |
| 60 m                 | NED Nelli Cooman         | 7.01         | BUL Anelia Nuneva      | 7.06     | GDR Marlies Göhr                         | 7.12     |
| 200 m                | GDR Kirsten Emmelmann    | 23.10        | ESP Blanca Lacambra    | 23.19    | FRA Marie-Christine Cazier               | 23.40    |
| 400 m                | URS Mariya Pinigina      | 51.27        | FRG Gisela Kinzel      | 52.29    | ESP Cristina Pérez                       | 52.63    |
| 800 m                | GDR Christine Wachtel    | 1:59.89      | GDR Sigrun Wodars      | 2:00.59  | URS Lyubov Kiryukhina                    | 2:01.85  |
| 1500 m               | SUI Sandra Gasser        | 4:08.76      | URS Svetlana Kitova    | 4:09.01  | TCH Ivana Walterová                      | 4:09.09  |
| 3000 m               | GBR Yvonne Murray        | 8:46.06 (CR) | NED Elly van Hulst     | 8:51.40  | FRG Brigitte Kraus                       | 8:53.01  |
| 60 m barreiras       | BUL Yordanka Donkova     | 7.79         | GDR Gloria Uibel       | 7.89     | BUL Ginka Zagorcheva                     | 7.92     |
| 3000 m marcha        | URS Natalya Dmitrochenko | 12:57.29     | ITA Giuliana Salce     | 12:59.11 | SWE Monica Gunnarsson                    | 13:06.46 |
| salto em altura      | BUL Stefka Kostadinova   | 1,97         | URS Tamara Bykova      | 1,94     | URS Susanne Beyer POL Elżbieta Trylińska | 1,91     |
| salto em comprimento | GDR Heike Drechsler      | 7,12         | URS Galina Chistyakova | 6,89     | URS Yelena Belevskaya                    | 6,76     |
| lançamento do peso   | URS Natalya Akhrimenko   | 20,84        | GDR Heidi Krieger      | 20,02    | GDR Heike Hartwig                        | 20,00    |

## Quadro de medalhas
| Ordem | País               | Medalha de ouro | Medalha de prata | Medalha de bronze | Total |
| ----- | ------------------ | --------------- | ---------------- | ----------------- | ----- |
| 1     | União Soviética    | 4               | 5                | 5                 | 14    |
| 2     | Alemanha Oriental  | 4               | 5                | 3                 | 12    |
| 3     | França             | 3               | 1                | 2                 | 6     |
| 4     | Países Baixos      | 3               | 1                | 0                 | 4     |
| 5     | Bulgária           | 2               | 3                | 1                 | 6     |
| 6     | Reino Unido        | 2               | 1                | 3                 | 6     |
| 7     | Espanha            | 1               | 1                | 1                 | 3     |
| 8     | Suíça              | 1               | 1                | 0                 | 2     |
| 9     | Tchecoslováquia    | 1               | 0                | 3                 | 4     |
| 10    | Polónia            | 1               | 0                | 2                 | 3     |
| 11    | Finlândia          | 1               | 0                | 1                 | 2     |
| 11    | Suécia             | 1               | 0                | 1                 | 2     |
| 13    | Alemanha Ocidental | 0               | 3                | 3                 | 6     |
| 14    | Itália             | 0               | 3                | 1                 | 4     |